# SCO OpenServer
SCO OpenServer, anciennement SCO UNIX et SCO Open Desktop (SCO ODT), est une version propriétaire du système d'exploitation Unix développée par Santa Cruz Operation (SCO), qui fut rachetée par SCO Group (anciennement Caldera) et appartient maintenant à Xinuos.

## Historique

### SCO UNIX/SCO Open Desktop
SCO Unix est une variante de Microsoft Xenix, elle-même dérivée d'UNIX System V, à laquelle ont été ajoutés les pilotes et les utilitaires de Xenix.
En 1989, la version SCO UNIX System V/386, version 3.2.0, remplace SCO Xenix.
Note : le choix arbitraire de traduire le mot « release » par le mot « version » a été fait dans le but de rendre la lecture des noms des produits un peu moins aride.
Pour le système de base, la gestion des réseaux TCP/IP, ni l'interface graphique X. (également « serveur X ») sont des options payantes. Rapidement après la sortie de ce produit, SCO commence la distribution complet sous le nom SCO Open Desktop (ODT). En 1994, apparaît SCO MPX, option permettant le traitement multiprocesseur symétrique (SMP).
À la même période, AT&T termine la fusion des composants de Xenix, BSD, SunOS, et UNIX System V version 3, sous le nom de UNIX System V, version 4. L'Unix SCO gardait la base du System V, version 3, mais ajoutait ses propres versions de la plupart des ajouts qui ont été faits à la version 4 de AT&T.
En 1992, les versions SCO Unix 3.2 v4.0 et Open Desktop 2.0 se voient ajouter la capacité de gérer les noms de fichiers longs et les liens symboliques.
La version majeure suivante, Open Server version 5.0.0, commercialisée en 1995, a vu ajoutés la gestion des exécutables (programmes et bibliothèques) au format ELF et les objets liés dynamiques (appelés aussi édition de lien tardive) shared objects et a rendu dynamiques de nombreuses structures du noyau.

### SCO OpenServer
OpenServer 5 de SCO, commercialisé en 1995, deviendra son produit majeur et servira de base à des produits tels que PizzaNet (le premier système de livraison, basé sur Internet, conçu en partenariat avec Pizza Hut) et Global Access, une passerelle vers Internet basée sur Open Desktop Lite. Au vu de sa grande diffusion, l'OpenServer 5 est toujours activement maintenu par SCO. La dernière mise à jour majeure en date a été produite en avril 2009.
SCO OpenServer 6, système d'exploitation de AT&T basé sur Unix System V version 4.2MP, a été initialement commercialisé par le groupe SCO (The SCO Group) en 2005. Il comporte la gestion des grands fichiers, davantage de mémoire, et un noyau multi-thread (threads : processus légers) et il est surnommé SVR5. L'OpenServer 6 de SCO contient le noyau du SVR5 d'UnixWare avec la compatibilité binaire et applicative, l'administration du système et les environnements utilisateur de l'Openserver 5.
Au début, l'OpenServer de SCO a été commercialisé sur le marché des petites et moyennes entreprises. Il est largement utilisé dans des structures de petites tailles, comme systèmes de point de vente, sur des sites déportés, et pour des bases de données distribuées dans des services administratifs. Parmi ses clients célèbres, on trouve McDonald's, Taco Bell, Big O Tire, Pizza Hut, Costco, le NASDAQ, la bourse de Toronto, la Banque du Brésil, de nombreuses banques en Russie et en Chine, et les chemins de fer indiens.

### UnixWare Merger
SCO a acquis le droit de distribuer UnixWare et sa base System V version 4 de Novell en 1995. Cette licence lui donnait le droit de réutiliser une partie de ce code dans ses futures version d'OpenServer. Jusqu'à la version 6, ça concernait principalement un système de compilation, le cadre des pilotes UDI (Uniform Driver Interface : interface standardisée pour les pilotes), et le sous-système USB.
À la fin des années 1990, on comptait dans le monde 15000 revendeurs développant des solutions à valeur ajoutée pour des clients de ce système.
Le 2 août 2000, SCO annonça son intention de vendre sa division de logiciel et de service pour serveurs, ainsi que les technologies UnixWare et OpenServer, à Caldera Systems, inc. La vente a été effective en mai 2001. Ce qui restait de SCO, la Tarentella Division devint Tarentella, inc tandis que Caldera Systems devenait Caldera International, et, en 2002, le SCO Group.

### Les travaux du SCO Group
Le SCO Group a continué le développement et la maintenance de l'OpenServer. Ils continuent à maintenir la branche 5.0.x, devenue obsolète, venant de 3.2v5.0.x (la dernière version est la 5.0.7).
Le 22 juin 2005, OpenServer 6.0 est commercialisé, surnommé "Legend". L'OpenServer 6 de SCO est basée sur le noyau de l'Unix System V et gère les applications multi-thread en C, C++, et Java par l'intermédiaire de l'interface POSIX. L'OpenServer 6 propose des threads de Kernel, indisponibles dans la version 5.
Parmi les améliorations apportées au System 5, on trouve une gestion améliorée du SMP (traitement parallèle symétrique, jusqu'à 32 processeurs), la gestion des fichiers de plus de 1 téraoctet sur une partition (le support de fichiers plus grands sur les réseaux à l'aide de NFSv3), de meilleures performances du système, et la gestion de 64 Go de mémoire.
L'OpenServer 6.0 maintient la rétro-compatibilité des applications développées depuis le système Xenix 286.
Le SCO group a fait faillite en 2011, après une longue série de batailles judiciaires.

### UnXis/Xinuos (2011 à nos jours)
Les droits sur OpenServer et sur UnixWare sont acquis par UnXis en 2011. UnXis est renommé Xinuos en juin 2013.

## Référence
- (en) Cet article est partiellement ou en totalité issu de l’article de Wikipédia en anglais intitulé « OpenServer » (voir la liste des auteurs).

1. ↑  (en) Burns, Christine, SCO to roll out Internet access software, Network World, 7 mars 1994 (lire en ligne), p. 6